# Observatorij Pulkovo
Koordinati: 59° 46’ 18’’ severno, 30° 19’ 34’’ vzhodno
Observatorij Pulkovo (rusko Пу́лковская астрономи́ческая обсервато́рия - Pulkovski astronomski observatorij; okrajšava GAO RAN, koda IAU 084-Pulkovo) je glavni osnovni astronomski observatorij Ruske akademije znanosti. Leži 19 km južno od Sankt Peterburga na nadmorski višini 75 m Pulkovskih planot. Observatorij je skupaj z zgodovinskim jedrom Sankt Peterburga in nekaterimi drugimi spomeniki vpisan v Unescov seznam svetovne dediščine.
Observatorij so odprli leta 1839, glavni arhitekt je bil Brjullov. Zgradili so ga na ukaz carja Nikolaja I. po zamislih in načrtih Friedricha von Struveja, ki je postal njegov prvi predstojnik. Leta 1862 ga je nasledil njegov sin Otto Vasiljevič. Opremili so ga s tedaj najboljšimi astronomskimi inštrumenti, med njimi z največjim in najboljšim 380 mm refraktorjem, ki ga je izdelal von Fraunhofer.
Znanstvena dejavnost observatorija obsega praktično vsa prednostna področja temeljnih raziskav sodobne astronomije: nebesno mehaniko in zvezdno dinamiko, astrometrijo (geometrične in kinematične parametre Vesolja), Sonce in povezave sistema Sonce-Zemlja, fiziko in razvoj zvezd, opremo in metodiko astronomskih opazovanj. Leta 2010 je imel observatorij 330 članov, od tega 143 znanstvenih raziskovalcev (72 kandidatov in 27 doktorjev znanosti). V sklopu observatorija sta dve delujoči opazovalni postaji: Gorska astronomsko-solarna postaja Kislovodsk GAO RAN na gori Šatdžatmaz v republiki Karačaj-Čerkezija in Postaja GAO RAN Observatorija Campo Imperatore v Italiji.

## Predstojniki Observatorija
- Friedrich Georg Wilhelm von Struve (1839-1862)
- Otto Vasiljevič Struve (1862-1889)
- Fjodor Aleksandrovič Bredihin (1890-1895)
- Johan Oskar Backlund (1895-1916)
- Aristarh Apolonovič Belopolski (1916-1919)
- Aleksander Aleksandrovič Ivanov (1919-1930)
- Boris Petrovič Gerasimovič (1933-1937)
- Sergej Ivanovič Beljavski (1937-1944)
- Grigorij Nikolajevič Neujmin (1944-1946)
- Aleksander Aleksandrovič Mihajlov (1947-1964)
- Vladimir Aleksejevič Krat (1964-1979)
- Kiril Nikolajevič Tavastšerna (1979-1982)
- Viktor Kuzmič Abalakin (1983-2000)
- Aleksander Vladimirovič Stepanov (2000-2015)
- Jurij Anatoljevič Nagovicin (2015-2016)
- Nazan Robertovič Jihsanov (2016-sedanjost)